# Shelton Lake
Shelton Lake är en sjö i Kanada.   Den ligger i provinsen British Columbia, i den sydvästra delen av landet, 3 600 km väster om huvudstaden Ottawa. Shelton Lake ligger 555 meter över havet. Arean är 0,38 kvadratkilometer. Den sträcker sig 1,3 kilometer i nord-sydlig riktning, och 0,5 kilometer i öst-västlig riktning.
I omgivningarna runt Shelton Lake växer i huvudsak barrskog. Runt Shelton Lake är det glesbefolkat, med 13 invånare per kvadratkilometer.